# Žuti rog
Žuti rog (ksantoceras, lat. Xanthoceras), monotipski rod listopadnog grmlja do drveća iz potporodice sapindovki. Jedina je vrsta X. sorbifolium iz istočne Kine i poluotoka Koreje. 
Naraste do pet metara visine. Latinsko ime roda znači 'žuti rog'. Uvezen u Uzbekistan

## Galerija
- X. sorbifolium
- X. sorbifolium
- X. sorbifolium
- X. sorbifolium

## Vanjske poveznice
|  | Zajednički poslužitelj ima još gradiva o temi Xanthoceras |
|  | Wikivrste imaju podatke o taksonu Xanthoceras             |